# Паранаиба (река)
Паранаи́ба (устар. Паранахиба; порт. Paranaíba) — река в Бразилии, правая составляющая Параны. Протекает по территории штатов Минас-Жерайс, Гояс и Мату-Гросу-ду-Сул на юго-востоке страны.
Длина реки составляет примерно 1000 км. Площадь водосборного бассейна — около 200 тысяч км². Среднемноголетний расход воды вблизи устья — 2530 м³/с. Объём годового стока — 79,8 км³.
Паранаиба начинается в северных отрогах гор Серра-да-Канастра, в штате Минас-Жерайс. Протекает по Бразильскому нагорью, в центральной его части, прорезая глубокую долину со множеством водопадов и порогов. Образует Парану, сливаясь с Риу-Гранди на стыке границ штатов Сан-Паулу, Минас-Жерайс и Мату-Гросу-ду-Сул.
Половодье с декабря по апрель, максимум стока приходится на март. Межень с мая по ноябрь, минимальный сток в сентябре.
Основной левый приток — Арагуари; среди правых притоков наиболее крупные: Сан-Маркус, Корумба, Мея-Понти, Бойс, Риу-Клару, Риу-Верди, Корренти, Апоре, Сантана.